# Персонализация
Персонализация сe нарича използването на технологии за въвеждането на лични специфики и предпочитания в употребата им, както и оразличаване, въвеждане на собствена идентичност при употребата им.

#### Хардуерна персонализация
Персонализацията може да се отнася както до хардуера – като компютърни кутии, форма и дизайн на монитори, лаптопи, също телефони и смартфони, избор на калъфи за такива или директно рисуване върху кутия, панел и т.н. . На практика всеки продукт може да бъде персонализиран, чрез добавяне на конкретна специфика, съобразена с вашите желания, очаквания или техническа специфика.

#### Софтуерна персонализация
Пероснализацията се прилага както за хардуер, така и за софтуерни продукти, операционните системи, сайтове, онлайн магазини и дори AI системи с цел да се подобри потребителското преживяване на аудиторията и да се подобри търговската ефективност на системата. 
По отношение на софтуера това може да включва ползване на „теми“ или „тапети“, тапетите също така се ползват за десктоп операционни системи, и за телефони екрани, също мобилни OS-и и т.н.
Употребата на персонализация е масово прилагана в Интернет и други дигитални системи, за да персонализира резултатите, които конкретен потребител вижда при работата си със съответната система и така повишава нивото на интерактивност т.е. двупосочната комуникация между системата и ползващия я потребител, за да получи той най-висока ефективност при работа с нея..
Чрез персонализирано индивидуално структурирано преживяване съответната система може да се адаптира за конкретните потребности на потребителите, като например предпочитания за музика, видео, новини или друго съдържание, което тези системи предоставят.
Влиянието на персонализацията най-често е видимо в социалните мрежи, където потокът от информация на един потребител никога не е еднакъв с информационния поток на друг потребител поради различните интереси и начин на боравене с информацията в съответната мрежа. 